# Gottfried Eusebius Nauert

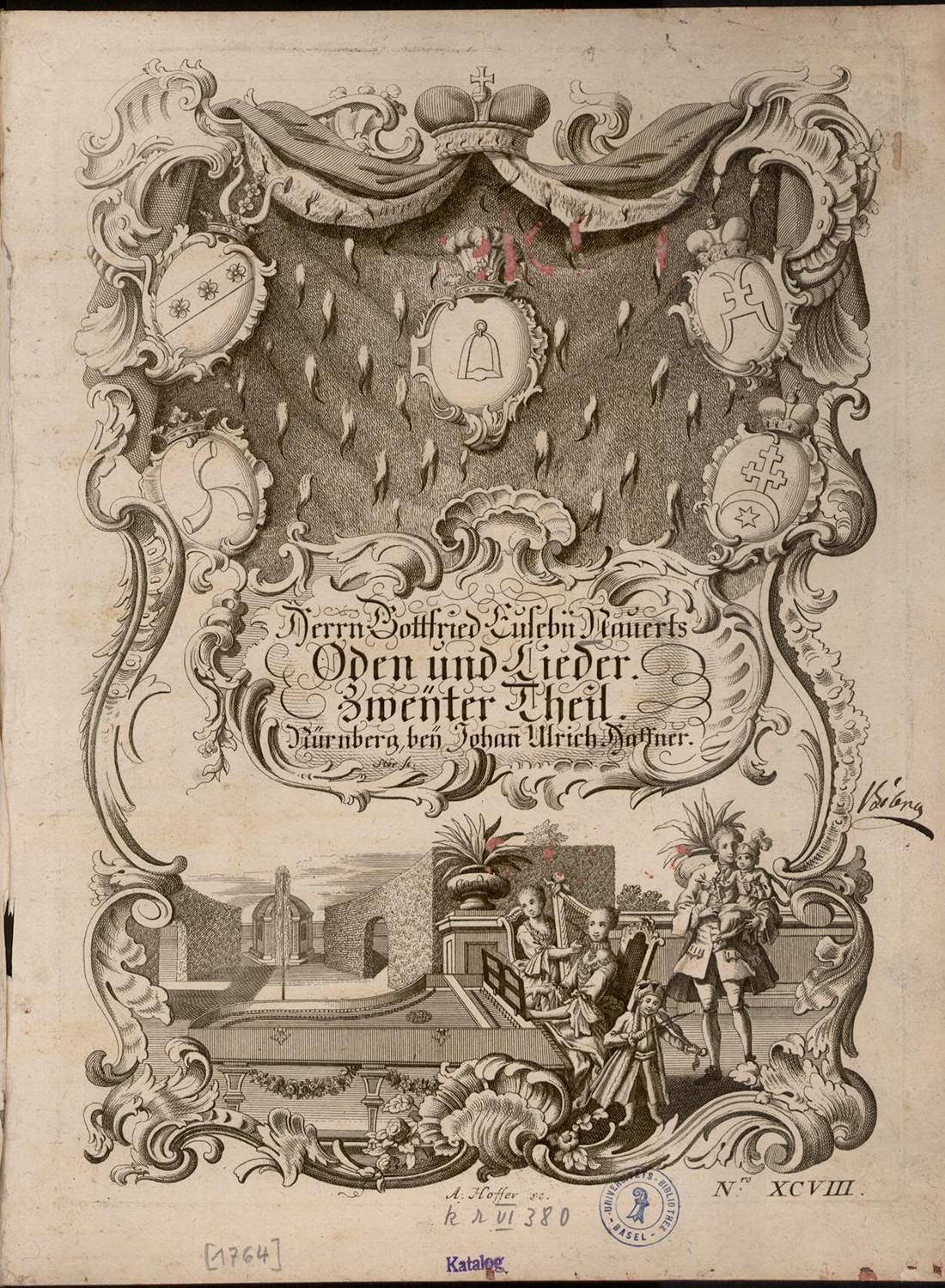
Titelseite des zweiten Teils der Oden und Lieder

Gottfried Eusebius Nauert (* in Thüringen; † nach 1776) war ein deutscher Harfenist, Oboist und Komponist.

Über sein Leben ist so gut wie nichts bekannt. Er stammte aus Thüringen und hielt sich von 1754 bis 1758 in Nürnberg auf. Laut Ernst Ludwig Gerber starb er in Polen. Der zweite Teil seiner Oden ist „seiner“ Gräfin Barbara Theresia Brẓostowska „Zum Zeichen wahrer Dankbarkeit“ gewidmet.

## Werke
- Oden und Lieder zum Singen beym Clavier, Erster Teil, Nürnberg 1758
- Oden und Lieder zum Singen beym Clavier, Zweiter Teil, Nürnberg 1764
- Ode auf den Geburtstag Sr. Hochwohlgebohrnen des Herrn Justitien-Rath Hacks, Reval 1773
- Lied an die Göttin der Liebe, Reval 1776